# Albaniola giachinoi
Albaniola giachinoi es una especie de escarabajo del género Albaniola, familia Leiodidae. Fue descrita por Etonti, M. en 1989.

## Distribución
Se encuentra en Grecia y en Macedonia del Norte.